# ヘクソドン
ヘクソドン (Hexodon) とは、昆虫綱甲虫目コガネムシ科ヘクソドン属に属するカブトムシの総称。マダガスカル島のみに生息する。体形が真円で、背中には縞を基調とした独特の模様がある。角は全く無い。雑食性で、動物の死体や柑橘類の皮などの腐食物を食べる。
前翅は互いに融合しており、しかも、後翅も退化しており、飛翔能力を欠いている。
似た属としてニューカレドニアにHemicyrtus属が知られるが、これはヘクソドン族の、ヘクソドン属と並ぶもうひとつの属とされることもある。

## 種
9種が知られている。

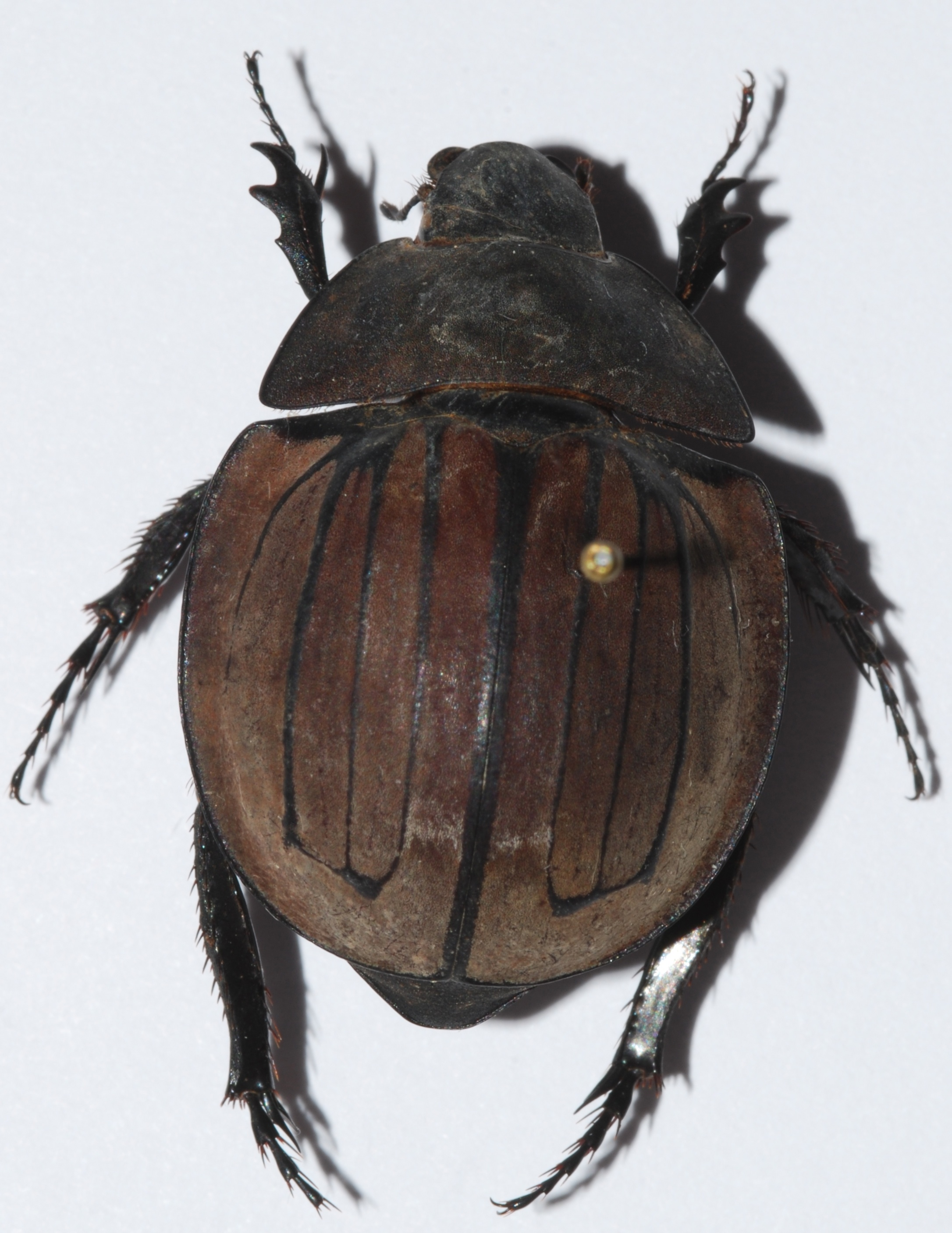
オオヘクソドン

- オオヘクソドン Hexodon patella
- ヘリヘクソドン Hexodon latissimum
- ヒメヘクソドン（チビヘクソドン） Hexodon minutum
- クロヘクソドン Hexodon griseosericans
- シロスジヘクソドン Hexodon montandoni
- ウスチャヘクソドン（ナミヘクソドン） Hexodon unicolor
- アヤモンヘクソドン Hexodon reticulatum
  - Hexodon reticulatum reticulatum
  - Hexodon reticulatum rotundatum
- Hexodon unicostatum
- Hexodon kochi
- Hexodon montandonii
- Hexodon quadriplagiatum